# Джени
Джени Ким (на корейски: 김제니; родена на 16 януари 1996 г.), известна само като Джени, е южнокорейска певица, рапърка и актриса. Родена и израснала в Южна Корея, Джени учи в Нова Зеландия в продължение на пет години, преди да се върне обратно в родината си през 2010 г. Тя дебютира като член на момичешката група „Блекпинк“ като рапърка, създадена от YG Entertainment, през август 2016 г. През ноември 2018 г. дебютира като соло изпълнител със сингъла „Соло“. Песента е комерсиално успешна, оглавявайки класациите Gaon Digital Chart и Billboard's World Digital Songs. През 2023 г. тя прави своя актьорски дебют под сценичното име Джени Руби Джейн в сериала на HBO The Idol. През 2023 година издава 2-рия си самостоятелен сингъл, който се казва You and me. Певицата е преживяла много хейтове, заради мързеливо танцуване на сцена и/или видео, но успява да се справи с всичко и продължава да се бори.